# 赤坭镇
赤坭镇，是中华人民共和国广东省广州市花都区下辖的一个乡镇级行政单位。位于花都区西部。辖区总面积161.5平方公里。辖下1个社區30个村。总人口6.1万人。

## 行政区划
赤坭镇下辖以下地区：
赤坭社区、巴江社区、西边村、珊瑚村、国泰村、东升村、白坭村、心和村、白石村、连珠村、缠岗村、下连珠村、横沙村、门口坑村、荷塘村、荷溪村、蓝田村、鲤塘村、莲塘村、瑞岭村、竹洞村、石坑村、赤坭村、丰群村、田心村、黄沙塘村、皇母村、乌石村、剑岭村、锦山村、集益村和杨屋村。